# Andrew Mitchell (officier de la Royal Navy)
Pour les articles homonymes, voir Andrew Mitchell et Mitchell.
Andrew Mitchell, né en 1757 à Dunfermline et mort le 26 février 1806 aux Bermudes, est un officier de la Royal Navy qui fut amiral de l'escadre bleue.
En 1782, il commande le HMS Coventry.